# Târnăveni
Târnăveni (pronunciació en romanès: [tɨrnəˈvenʲ], històricament Diciosânmartin; en hongarès: Dicsőszentmárton, pronunciació en hongarès: [ˈDit͡ʃøːsɛntmaːrton] (en alemany: Sankt Martin, anteriorment Marteskirch) és una ciutat del comtat de Mureș, al centre de Romania. Es troba al riu Târnava Mică, al centre de Transsilvània. La ciutat administra tres pobles: Bobohalma (Bábahalma), Botorca (Őrhegy) i Cuștelnic (Csüdőtelke); l'últim va formar part de la comuna de Gănești fins al 2002.
En romanès, abans es coneixia com a Diciosânmartin, després Târnava-Sânmărtin.

## Història

### Època prehistòrica
La investigació arqueològica ha demostrat que la presència de comunitats humanes en aquesta zona es remunta a milers d'anys enrere. El 1921 es van descobrir les traces d'un assentament neolític.

### Antiguitat
També es va trobar una col·lecció de 135 denaris imperials romans i dues boles de plata.

### Edat mitjana
El lloc es va certificar històricament el 1279, amb el nom de terra Dychen Sent Marton, en un document que implicava trasllats de terres i propietat.
En 1502, el lloc va ser esmentat com a ciutat (llatí medieval: oppidum), com a part de Cetatea de Balta feu del moldau Esteve el Gran i Petru Rares. Atès que les vinyes cobrien la majoria de les terres cultivades, es va conèixer com el "país vinícola" (Weinland en alemany).

### Època moderna primerenca
Durant segles, fins que la zona va ser cedida a Romania després del tractat de Trianon després de la Primera Guerra Mundial, la ciutat va ser un centre administratiu local dins del Regne d'Hongria i posteriorment dins Austrohongria. Durant la Revolució Hongaresa de 1848, Târnăveni va ser inclosa en les unitats administratives dels romanesos que resistien el govern revolucionari hongarès i, com a part de la 3a Legió Cetatea de Baltă, va proporcionar soldats per a l'exèrcit d'Avram Iancu; el seu prefecte era Vasile Moldovan (aquest últim va ser derrotat i es va establir a Boziaş, on va morir després).

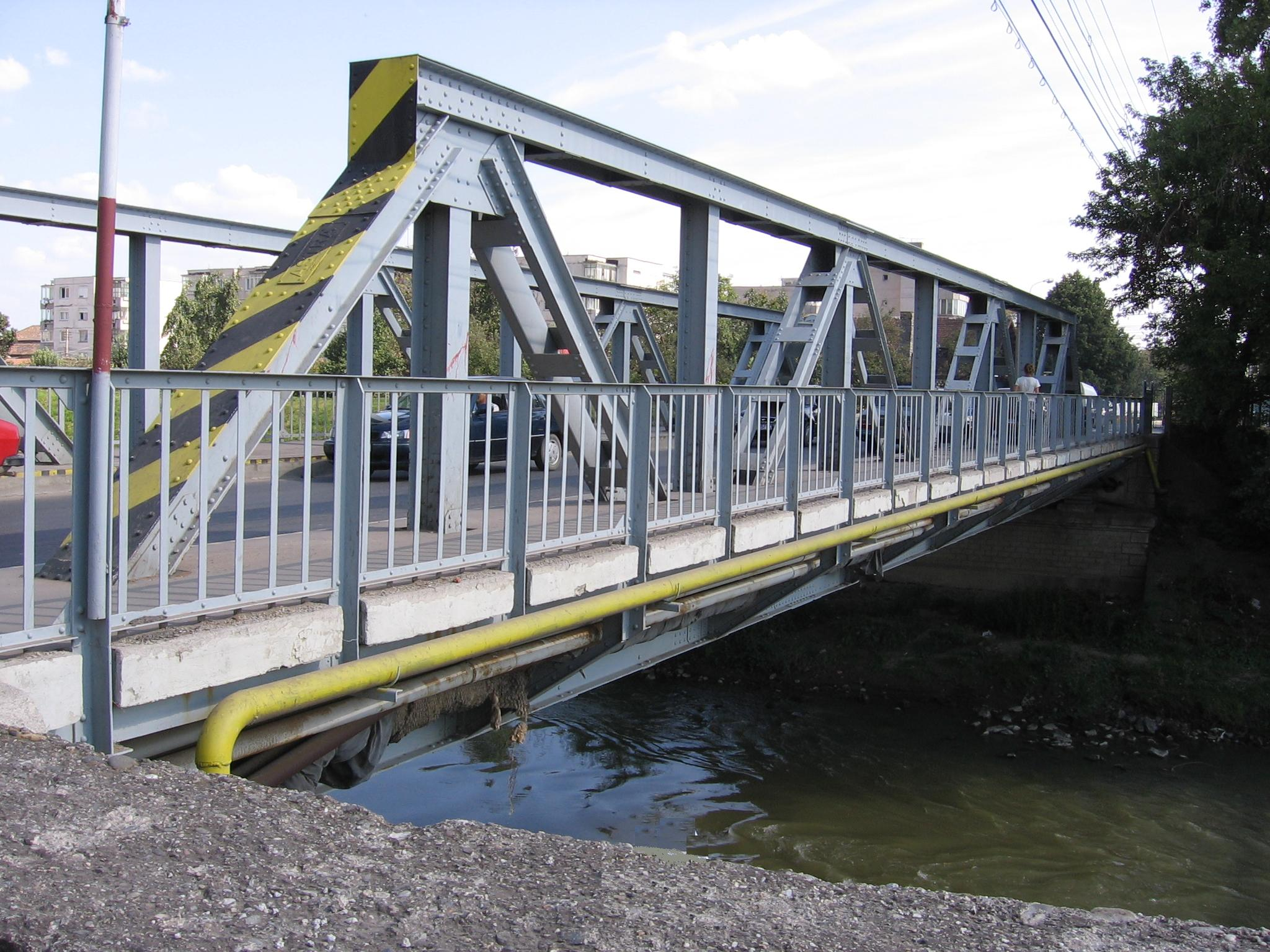
Pont sobre la Târnava Mică

Després del 1866, va servir de capital de Kis-Küküllő comitatus, alternant aquest atribut amb Küküllővár (l'actual Cetatea de Baltă) o amb Erzsébetváros (l'actual Dumbrăveni). A finals del segle xix i principis del XX, època en què es van construir molts equipaments administratius i socioeconòmics a la ciutat, va marcar una evolució urbana. El 1912, la localitat fou elevada al rang de ciutat.
El descobriment de dipòsits de metà va canviar radicalment la història de la ciutat: el subministrament de gas a residències privades després del 1915.

### Període interbel·lar
Els habitants van enviar representants a la Gran Assemblea Nacional celebrada a Alba Iulia l'1 de desembre de 1918. Un cop Transsilvània es va convertir en una província del Regne de Romania, la ciutat es va convertir en la seu administrativa del comtat de Târnava-Mică. Anomenada Târnava-Sânmărtin durant 1920-1926, i més tard Diciosânmartin, la localitat es va convertir oficialment en Târnăveni el 1941.
Després de la Primera Guerra Mundial, es va crear una fàbrica de carbur de calci i cianamida de calci, seguida d'una de nitrogen i posteriorment d'una de coc. El 1936 es va instal·lar a Târnăveni una primera instal·lació de producció d'amoniac sintètic, la primera d'aquest tipus al món; durant els anys següents, l'empresa implicada en aquest darrer procés va passar a la fabricació d'armes. El palau administratiu i l'hospital es van construir tots dos durant l'expansió urbana; en aquest darrer lloc, el famós metge Constantin Ion Parhon, la família del qual era originari de Cetatea de Baltă, solia consultar els seus pacients.

### Segona Guerra Mundial
El 29 d'abril de 1941, la ciutat va canviar el nom de Diciosânmărtin a Târnăveni. 230 soldats romanesos que, després que Romania es va separar de l'Eix i es va unir als aliats el 1944, van defensar la ciutat contra les tropes alemanyes es troben enterrats al cementiri local.

### Època comunista
Després de la guerra, la indústria de la ciutat va ser testimoni d'un desenvolupament continu. El 1957, per primera vegada al país, es va produir vinil policlorat aquí. Una moderna fàbrica de vidre, Gecsat, es troba a la zona sud-est i produeix una àmplia gamma de productes d'exportació.
Târnăveni es va convertir en municipi el 5 de novembre de 1998.

### Història jueva
El 1868 es va establir una comunitat jueva; entre els primers colons hi havia els sefardites d'Alba Iulia. A finals del segle xix, la població jueva es va expandir, va atreure la nova capital del comtat i va tenir un paper important en el seu desenvolupament econòmic. El 1920, hi havia 490 jueus, que superaven el 10% de la població. Una petita comunitat hassidica va sorgir en el període d'entreguerres. L'activitat sionista va començar el 1918, dirigida per Ernő Marton.
El 1940, l'Estat legionari nacional va tancar totes les botigues jueves. El 1941, els 796 jueus de la ciutat van ser enviats a Blaj. Deu dies després, van tornar, quan els refugiats jueus de la zona van començar a reunir-se a Târnăveni. Molts jueus es van veure obligats a abandonar les seves cases i traslladar-se a zones remotes. Els joves van ser enviats a treballs forçats; alguns van ser deportats a la governació de Transnistria. Després de 1944, la comunitat es va reorganitzar, però la majoria dels seus membres van emigrar a Palestina.

## Geografia
Târnăveni està travessada pel ferrocarril Blaj - Praid, i també pel DN 14A Iernut - Mediaș, DJ 107 Târnăveni-Blaj, DJ Târnăveni- Căpâlna - Ungheni i pel DJ 142 Târnăveni- Bălăușeri. Târnăveni es troba a les següents distàncies de:
- Bucarest - 360 km
- Târgu-Mureș - 45 km
- Cluj-Napoca - 102 km
- Sibiu - 78 km
- Mediaș - 25 km
- Blaj - 36 km

## Demografia
El 2011, Târnăveni tenia 22.075 habitants, cosa que la converteix en la 84a ciutat més gran de Romania; segons registres anteriors, tenia 26.073 habitants el 1977, 30.520 el 1992 i 26.654 el 2002.
De la població, el 72,21% són romanesos, el 15,31% hongaresos i l'11,24% gitanos.

## Cultura

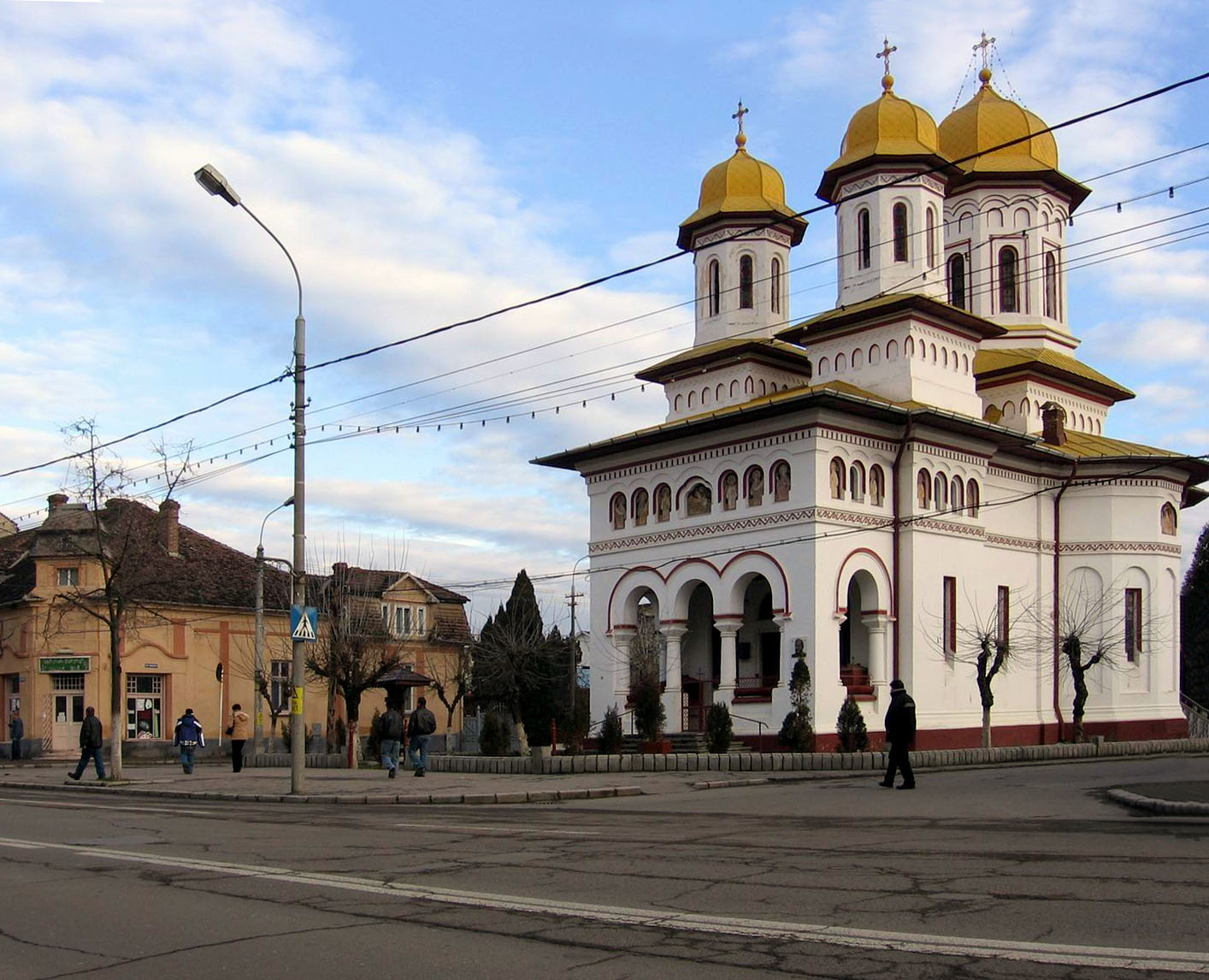
Església Sfântul Gheorghe

El 1962 es va obrir el Museu d'Història local, que contenia seccions separades d'arqueologia, etnografia, ciències naturals i numismàtica. L'actual església unitària, construïda en estil gòtic al segle xiii, redecorada el 1599, alberga una copa de plata del 1636, a més d'una placa de plata i una campana que data del 1678. L'església ortodoxa de fusta, portada del poble de Cornești, tenia el seu interior pintat per Nicolae Pop. L'escola de Boziaș es va crear el 1780.
Altres edificis de la ciutat inclouen la catedral de la Santíssima Trinitat ortodoxa romanesa (construïda 1939-1940), l'església Sfântul Gheorghe i l'església catòlica romana.

## Fills il·lustres
Un dels pilars principals de l'escola transsilvana, Petru Maior, estava relacionat amb la ciutat — segons les investigacions, el seu pare Gheorghe Maior vivia a Târnăveni el 1750 i exercia de sacerdot greco-catòlic a la parròquia de Seuca. Altres nadius inclouen:
- Olga Bede (1908–1985), escriptora
- György Ligeti (1923-2006), compositor
- Sergiu Muth (nascut el 1990), futbolista
- Emil Petru (1939–1995), futbolista
- Gheorghe Riffelt (nascut el 1936), remer
- Mircea Tuli (nascut el 1957), aixecador de peses

## Ciutats germanes
Târnăveni està agermanada amb:
- Hajdúszoboszló (des del 1990)
- Ronchin (des del 1998)